# Helicoprion
Helicoprion (gr. "sierra en espiral") es un género extinto de peces cartilaginosos del orden Eugeneodontiformes, similar a los tiburones que surgió por primera vez en los océanos del Carbonífero inferior (hace unos 280 millones de años) y sobrevivió a la extinción masiva del Pérmico-Triásico, y terminó extinguiéndose en el Triásico Superior hace unos 225 millones de años.

## Características

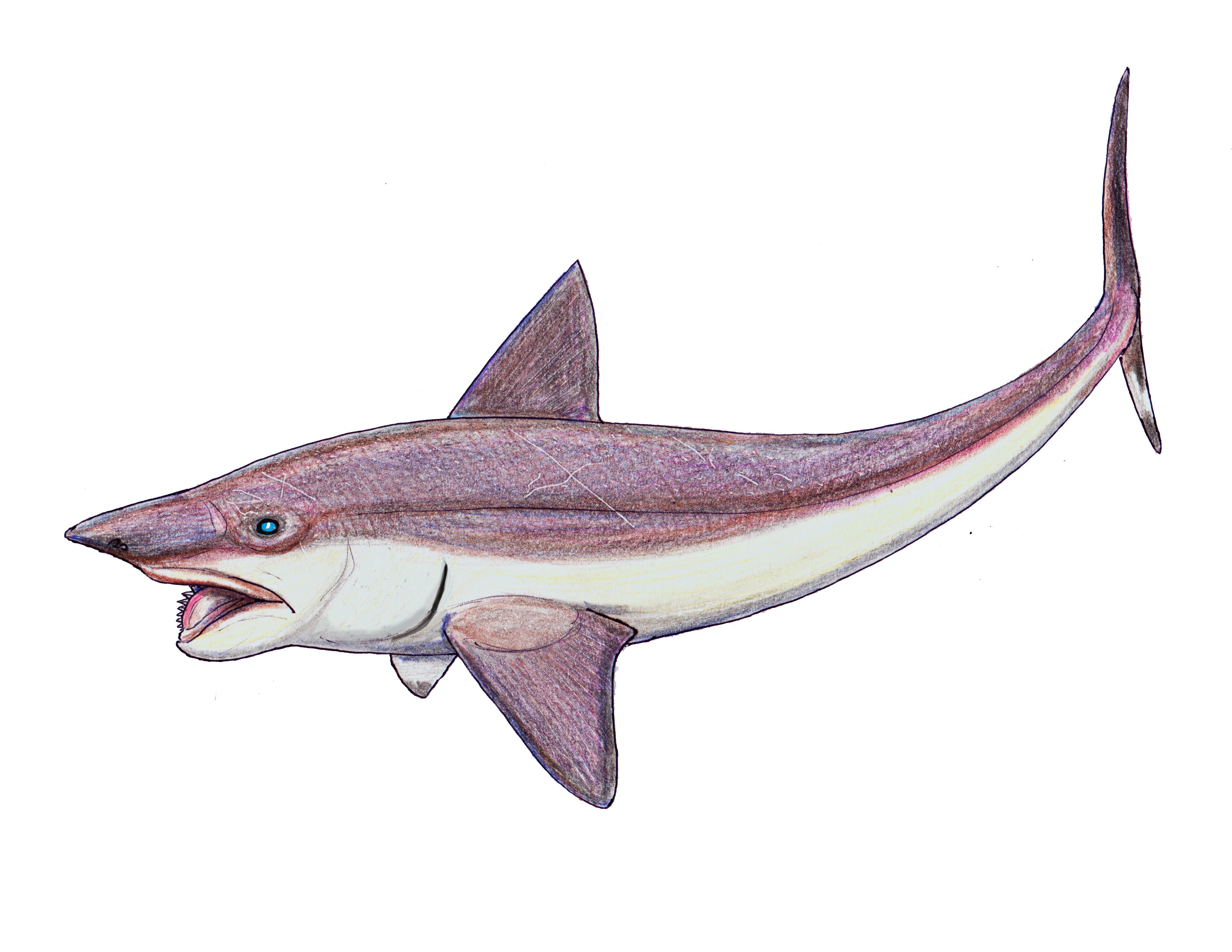
Ilustración de H. bessonowi

Los únicos restos fósiles conocidos eran los dientes, ordenados en una fantástica espiral que recuerda mucho una sierra circular. No fue hasta el descubrimiento del cráneo de una especie cercana, el Ornithoprion, que se cayó en la cuenta de que la espiral de dientes estaba situada en la mandíbula inferior. Esta representaba todos los dientes inferiores producidos por ese individuo; los dientes más viejos y pequeños se desplazaban al centro de la espiral a medida que iban apareciendo otros más nuevos y mayores. Al compararlo con otros eugeneodóntidos, se piensa que el Helicoprion pudo haber alcanzado una talla de unos 7 metros de largo.

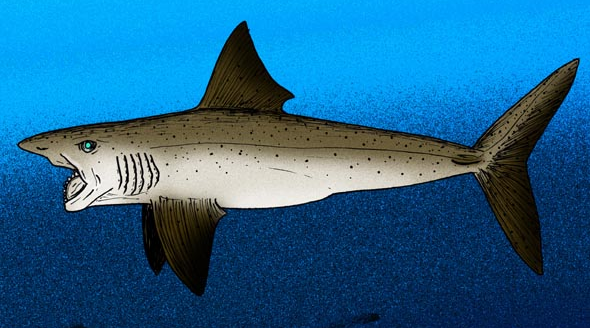
Reconstrucción de un Helicoprion.

## Historia natural
Los dientes eran afilados, lo que implica que estos animales eran carnívoros. Ya que actualmente no se dispone de un cráneo, su forma de alimentación o sus técnicas de depredación caen dentro del terreno de la especulación. Una hipótesis es que se alimentaba de ammonites y que sus dientes estaban especializados en la tarea de romper los caparazones de estos animales.

### Distribución
Los fósiles de las especies de Helicoprion aparecieron por primera vez en los estratos marinos del Carbonífero Superior, proliferando en gran medida durante el Pérmico, y desaparecen del registro durante el Triásico Inferior. Sus fósiles se han encontrado en los Montes Urales, en los Montes Wandagee de Australia Occidental, en China junto con los géneros relacionados Sinohelicoprion y Hunanohelicoprion, y en el oeste de América del Norte, incluyendo el Ártico canadiense, los estados de Nuevo México, Idaho, Nevada, Wyoming, Texas, Utah y California. Dadas las ubicaciones de los fósiles, se especula que las distintas especies de Helicoprion vivían en la costa suroccidental de Gondwana, y más tarde, la de Pangea.

### Naturaleza de la espiral de los dientes
Hasta hace poco, los únicos fósiles conocidos de esta especie fueron los dientes, que se organizaban en una «espiral de dientes» que recuerda mucho a una sierra circular. Como los esqueletos de peces chondrichthyes están hechos de cartílago, incluyendo los de Helicoprion y otros eugeneodontos, todo el cuerpo se desintegra una vez que comienza a descomponerse, a menos que circunstancias excepcionales lo conserven. No fue sino hasta el descubrimiento del cráneo de un género relacionado de tiburón Ornithoprion, cuando se hizo evidente que el conjunto de dientes en espiral se situaba en la mandíbula inferior. El diente-verticilo agrupaba todos los dientes producidos por un individuo en la mandíbula inferior, y a medida que el individuo crecía, se producían nuevos dientes que desplazaban hacia el centro de la espiral a los más viejos.
Durante más de un siglo, no se conoció dónde se encontraba exactamente la espiral de dientes en la mandíbula inferior. Reconstrucciones más recientes colocan finalmente la espiral en la parte delantera de la mandíbula inferior. Una reconstrucción de 2008, creado por Mary Parrish bajo la dirección de Robert Purdy, Víctor Springer y Matt Carrano para el Smithsonian, coloca el verticilo más profundo en la garganta, aunque otros estudios no han aceptado esta conclusión. Un estudio de 2013 sobre la base de nuevos datos coloca el diente-verticilo en la parte posterior de la mandíbula, en la que el diente-verticilo ocuparía todo el arco mandibular.
Además, otros peces extintos, tales como los Onychodontiformes, tienen análogos de conjuntos espirales de dientes en la parte delantera de la mandíbula, lo que sugiere que tales espirales no son impedimentos a la natación, como se sugiere en la hipótesis de Purdy. Si bien no hay cráneos completos de Helicoprion, el hecho de que las especies relacionadas de tiburones tenían hocicos largos en punta sugiere que Helicoprion pudo también poseerlo así.

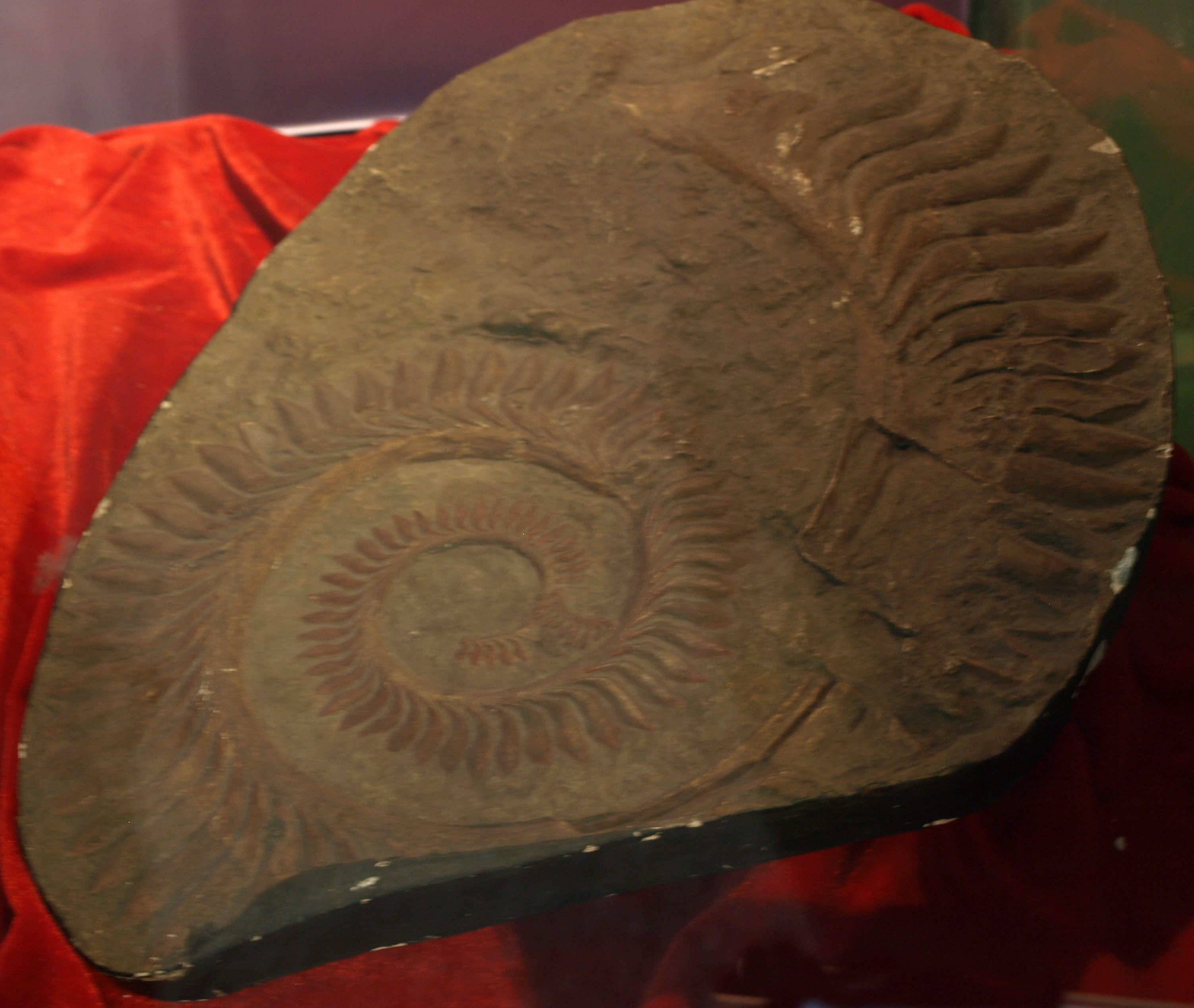
Mandíbula inferior de Helicoprion bessonowi que se exhibe en el Museo Paleozoológico de China.
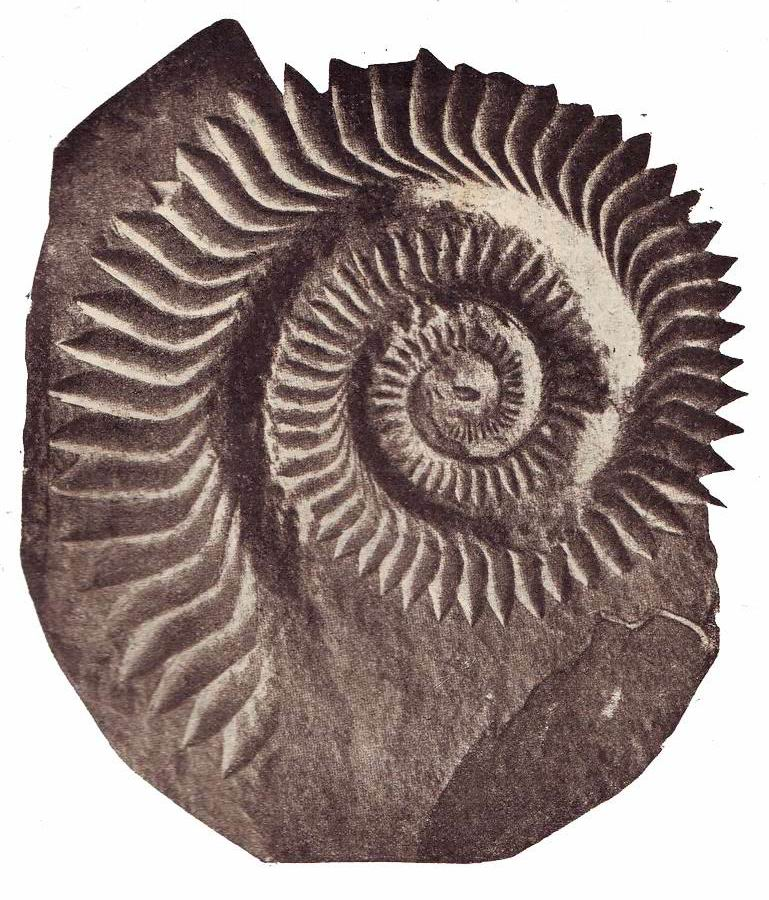
Mandíbula inferior de un Helicoprion bessonowi
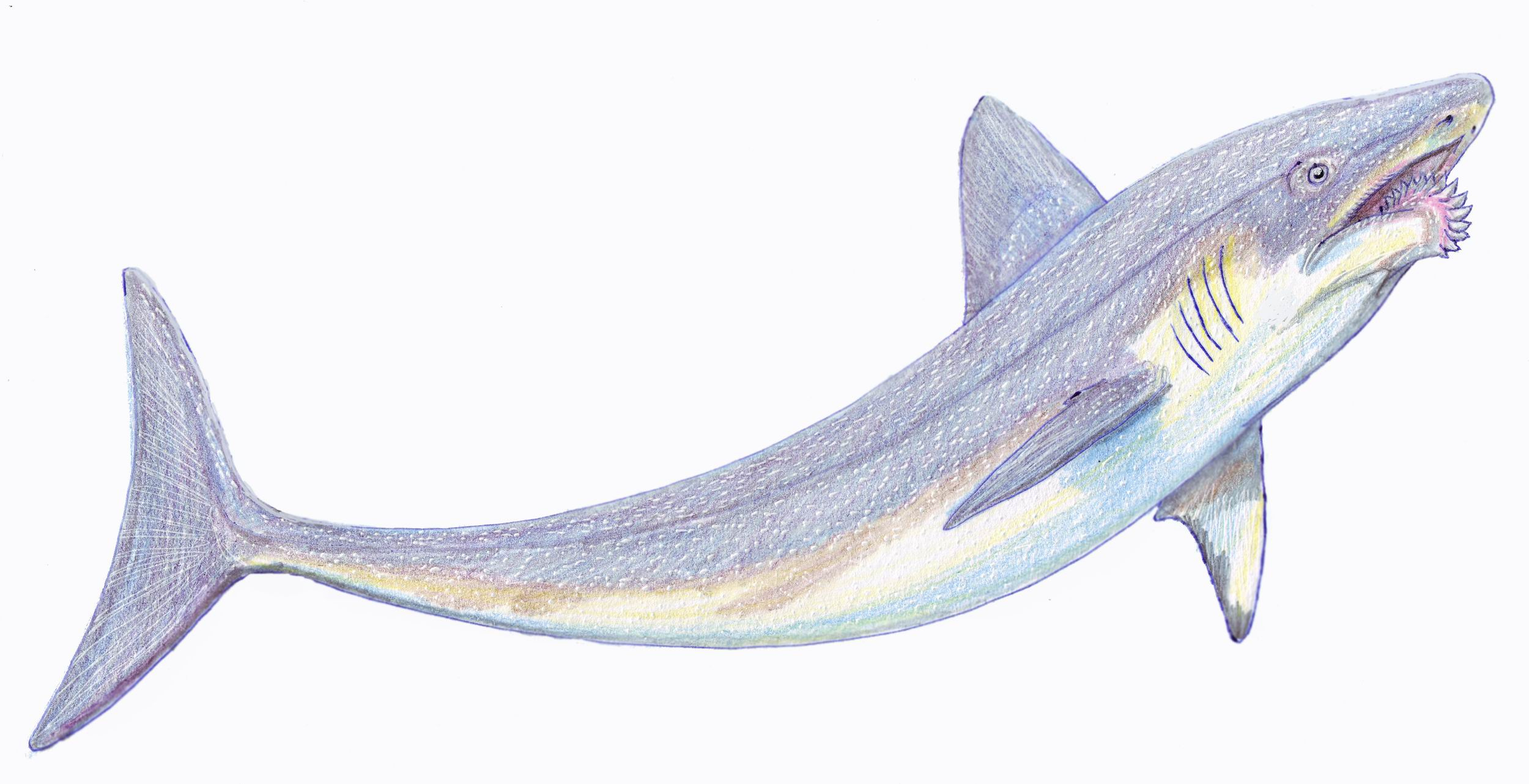
Recreación de un Helicoprion ferreri.